# Hoge Raad der Nederlanden (Oostenrijk)
De Hoge Raad der Nederlanden (Duits: Hoher/Höchster Rat der Niederlande, ook wel Flandrischer Rat (sic); Frans: Conseil suprême des Pays-Bas) was een gremium bestaande uit raadsleden aangesteld door de Habsburgse monarchie voor het bestuur van de Oostenrijkse Nederlanden.

## Geschiedenis
Met de Vrede van Utrecht (1713), waarmee ook een einde kwam aan de Spaanse Successieoorlog, werden de Spaanse Zuidelijke Nederlanden overgedragen aan de Oostenrijkse tak van de Habsburgers. Na enkele jaren van beraad koos keizer Karel VI ervoor voor de Nederlanden de structuren van de Spanjaarden te bewaren en richtte in 1717 de Hoge Raad der Nederlanden op in Wenen, net zoals ook de Spaanse Nederlanden door een Hoge Raad in Madrid werden bestuurd.
De Hoge Raad in Wenen bestond uit ongeveer tien personen: vier raadsleden waarvan er twee uit de Nederlanden kwamen en daarnaast nog vier tot zes secretarissen en klerken. De voorzitter van de Hoge Raad was tevens verantwoordelijk voor de Habsburgse bezittingen in Italië.  De Hoge Raad verwerkte de documenten van de landvoogd en werd geraadpleegd door de keizer bij het uitvaardigen van verordeningen die betrekking hadden op de Nederlanden.
In 1757 werd deze instelling opgeheven door aartshertogin Maria Theresia. In de plaats werd een adviserende raad geïntegreerd in haar kanselarij.